# Безброды
Безброды (укр. Безброди) — село в Красненской поселковой общине Золочевского района Львовской области Украины.
Население по переписи 2001 года составляло 491 человек. Занимает площадь 2,11 км². Почтовый индекс — 80551. Телефонный код — 3264.

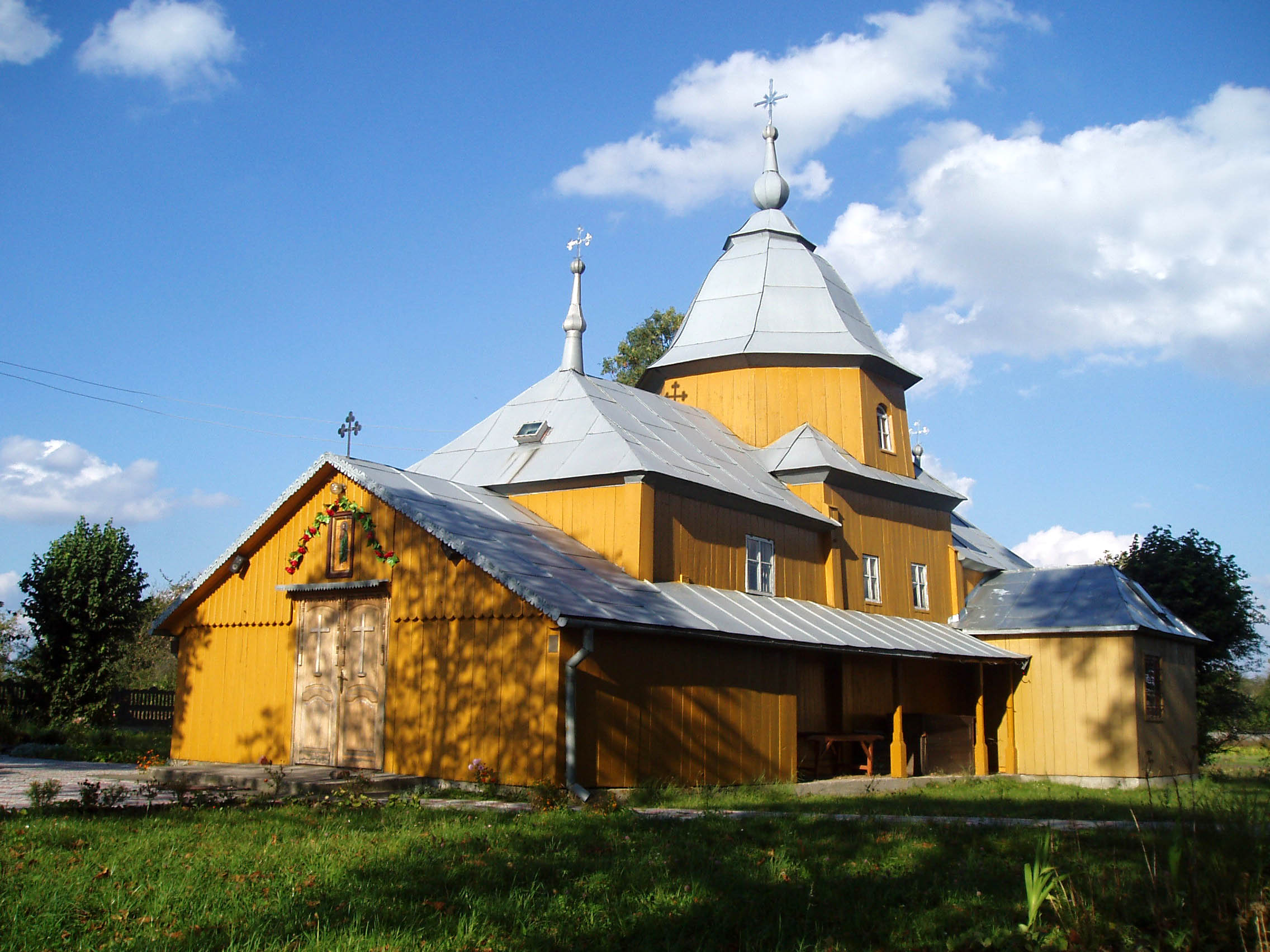
Церковь Иоанна Крестителя, 1863